# Kayıören, Sarayönü
Kayıören là một xã thuộc huyện Sarayönü, tỉnh Konya, Thổ Nhĩ Kỳ. Dân số thời điểm năm 2011 là 146 người.